# Przysucha (gmina)
Przysucha – gmina miejsko-wiejska w województwie mazowieckim, w powiecie przysuskim. W latach 1975–1998 gmina położona była w województwie radomskim.
Siedziba gminy to Przysucha.
Według danych z 30 czerwca 2004 gminę zamieszkiwało 12 448 osób. Natomiast według danych z 31 grudnia 2019 roku gminę zamieszkiwały 11 783 osoby.
Za Królestwa Polskiego gmina Przysucha należała do powiatu opoczyńskiego w guberni radomskiej. 13 stycznia 1870 do gminy przyłączono pozbawioną praw miejskich Przysuchę.

## Struktura powierzchni
Według danych z roku 2002 gmina Przysucha ma obszar 181,31 km², w tym:
- użytki rolne: 39%
- użytki leśne: 53%

Gmina stanowi 22,64% powierzchni powiatu.

## Demografia

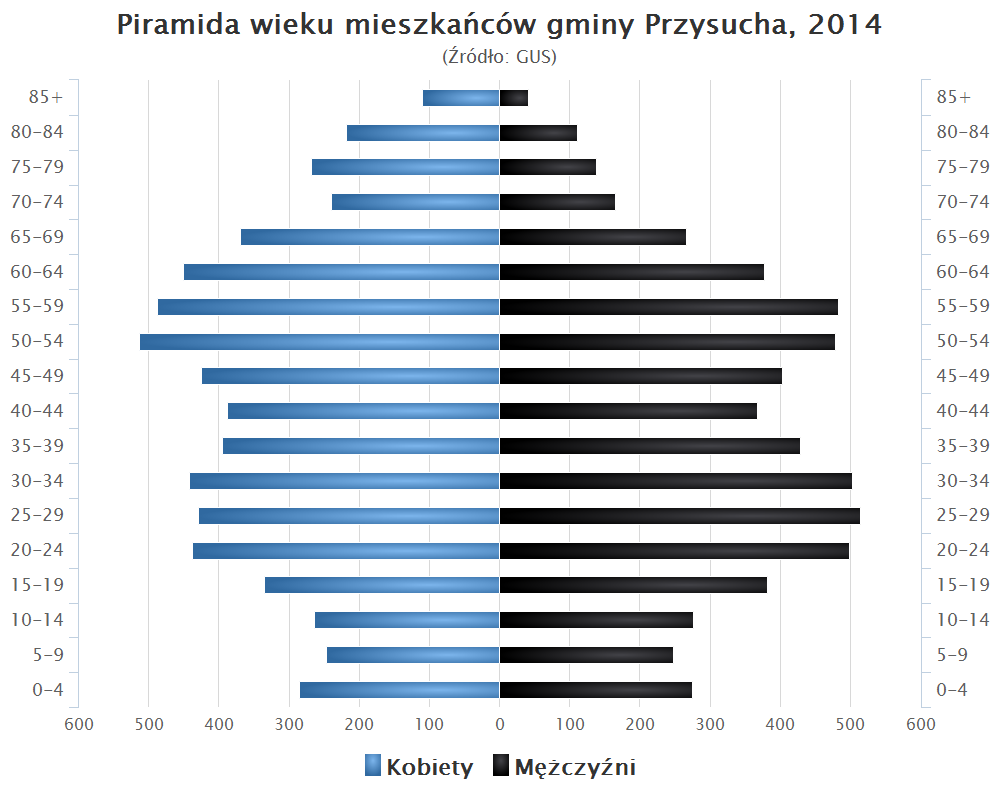
Piramida wieku mieszkańców gminy Przysucha w 2014 roku

Dane z 30 czerwca 2004:
| Opis                              | Ogółem | Ogółem | Kobiety | Kobiety | Mężczyźni | Mężczyźni |
| --------------------------------- | ------ | ------ | ------- | ------- | --------- | --------- |
| jednostka                         | osób   | %      | osób    | %       | osób      | %         |
| populacja                         | 12 448 | 100    | 6386    | 51,3    | 6062      | 48,7      |
| gęstość zaludnienia (mieszk./km²) | 68,7   | 68,7   | 35,2    | 35,2    | 33,4      | 33,4      |

## Sołectwa
Beźnik, Dębiny, Długa Brzezina, Gaj, Gliniec, Głęboka Droga, Hucisko, Jakubów, Janików, Janów, Kolonia Szczerbacka, Kozłowiec, Krajów, Kuźnica, Lipno, Pomyków, Ruski Bród, Skrzyńsko, Smogorzów, Wistka, Wola Więcierzowa, Zawada, Zbożenna.
Wsie bez statusu sołectwa: Drutarnia, Gwarek, Mariówka, 

## Sąsiednie gminy
Borkowice, Chlewiska, Gielniów, Gowarczów, Końskie, Potworów, Przytyk, Rusinów, Stąporków, Wieniawa